# علی خبیرالسلطنه
میرزا علی خان خبیرالسلطنه‌ که نام خانوادگی خبیر برگزید، از نخستین تلگرافچیان ایران بود و تا معاونت وزارت پست و تلگراف پیش رفت.
علی خان در اواخر سلطنت ناصرالدین‌شاه به کار در تلگرافخانه پرداخت و تا دوره رضاشاه پهلوی در تشکیلات تلگراف ایران مشغول به کار بود. او در ایالات و ولایات مختلف ایران مسئول تلگرافخانه بود، در سال ۱۳۱۸ قمری سرپرست تلگرافخانه‌های استرآباد و مازندران شد و چندی بعد به خراسان رفت. پس از آن به دستور محمدعلی شاه ولیعهد به تهران احضار شد. در آن زمان تمام تلگرافخانه‌های ایران در اجاره مخبرالدوله بود (به مبلغ سالی شصت هزار تومان). بعداً سپهدار رشتی تلگرافخانه‌ها را به مبلغ سالی دویست هزارتومان اجاره کرد. محمدعلی شاه خبیرالسلطنه را به ریاست تلگرافخانه تبریز فرستاد و دستور داد تمام وقایع مهم را با رمز مخصوص به خودش مخابره کند. اما خبیرالسطنه خواسته‌های محمدعلی شاه را برآورده نکرد و گفته بود: «باید خبیرالسلطنه را در میدان توپخانه دار بزنند».
در دوران انقلابات پس از به توپ بستن مجلس و جریاناتی که به فتح تهران انجامید و تبریز یکی از کانونهای حوادث بود، خبیرالسلطنه ریاست تلگرافخانه تبریز را عهده‌دار بود. در پانزدهم تیر ۱۳۰۱ خورشیدی، وحیدالملک که بتازگی در کابینه قوام‌السلطنه وزیر پست و تلگراف شده بود، خبیرالسلطنه را به عنوان معاون خود به مجلس معرفی کرد.  در پانزدهم بهمن ۱۳۰۶ نیز قاسم خان صور اسرافیل ۲۲ روز پس از آنکه وزارت پست و تلگراف را به عهده گرفته بود، خبیر را به عنوان معاون خود به مجلس معرفی کرد. 
از خبیرالسلطنه خاطراتی چاپ نشده بر جای مانده‌است.